# Anglo-arab

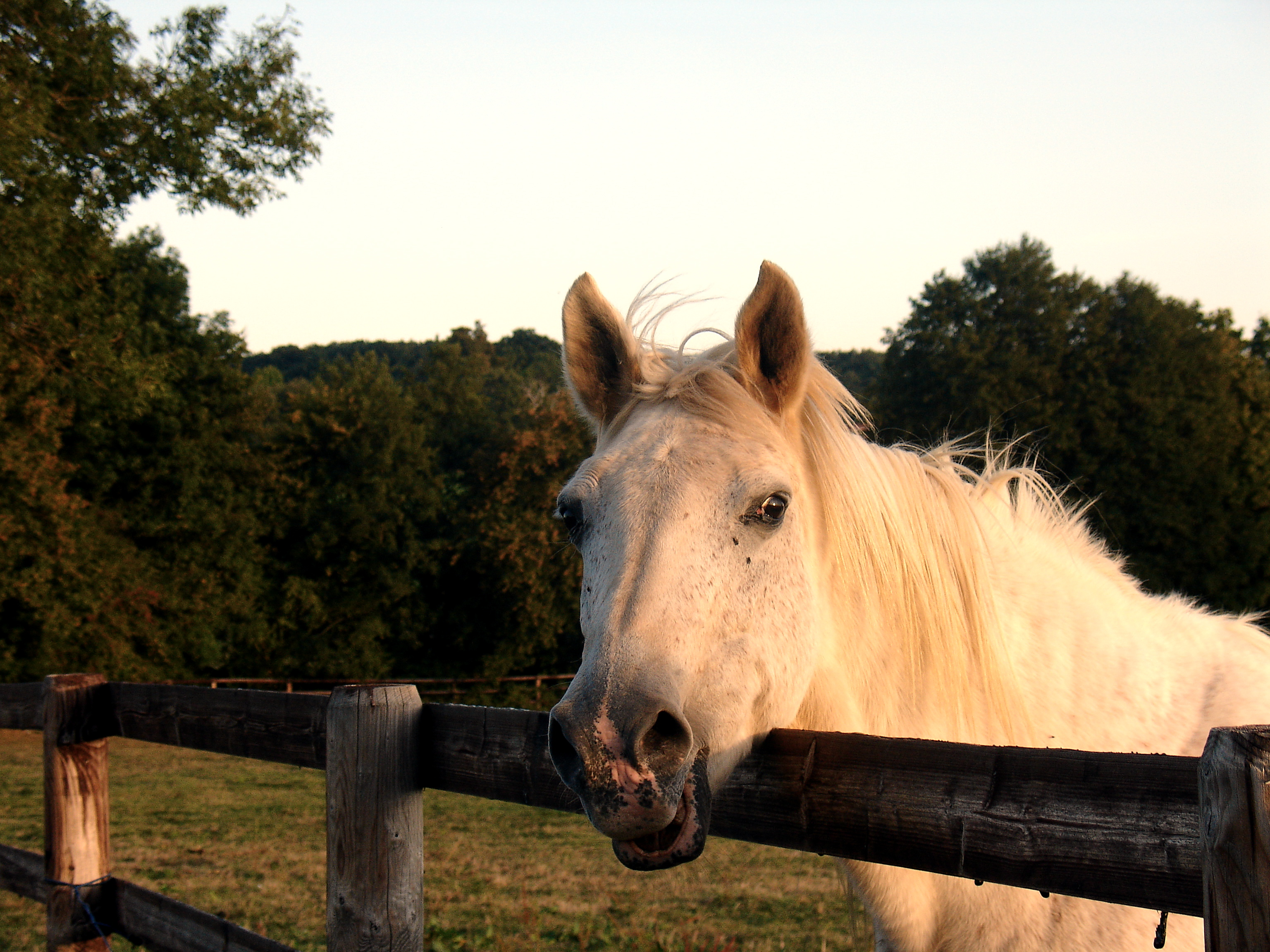
Equus Ferus Caballus (Anglo-arab)

Anglo-arabul este o rasă de cai originară din Statele Unite ale Americii, Marea Britanie și Franța.
Rezultatul diferitelor încrucișări ce au fost făcute până la obținerea rasei, mărimea și aspectul lor este variabil, puțin mai înalt decât  arabul și constituția mai robustă decât acesta. Exemplarele mai mari ca înălțime sunt rezultatul folosirii la montă a armăsarilor din rasa Arab Mare, moștenind viteza și finețea pursângelui  englez, cât și rezistența și anduranța arabului.
Franța este unul dintre cei mai mari producători de Anglo-arabi, din Aslam (cal turcesc) și Massoud (cal arab), cu pursânge englez.
Caii Anglo-arabi fost folosit de armată și în echitație, fiind considerat cal de sport.